# 元孝矩
元孝矩（520年代—580年代），名矩，字孝矩，以字行，河南郡洛阳县（今河南省洛阳市东）人，追尊魏景穆帝拓跋晃玄孙，西魏开府仪同三司、安昌宣王元子均之子，北魏宗室，西魏、北周、隋朝官员。

## 生平
元孝矩在西魏承袭了祖父元修义的爵位始平县公，出任南丰州刺史。元孝矩当时见到宇文泰专权，将要危及元氏政权，常常有慷慨振兴社稷的志向，他暗中对兄弟们说：“昔日西汉有诸吕发动的变乱，朱虚侯刘章和东牟侯刘兴居最终安定了刘氏的天下。如今宇文氏之心路人皆知，国家将要覆灭而不去扶助，要我们这些宗室子孙做什么？何不图谋除掉他。”元孝矩的哥哥元则阻止了他，元孝矩才作罢。后来宇文泰为哥哥的儿子晋公宇文护娶了元孝矩的妹妹为妻子，双方的感情非常亲密。周孝闵帝宇文觉接受禅让后，宇文护总领百官，元孝矩受到宠信日益隆重。等到宇文护被诛杀，元孝矩连带受罚被流放到川蜀。几年后，元孝矩被征召返回京城，担任益州总管司马，转任司宪大夫。
杨坚看重元孝矩的门第，为儿子杨勇娶了元孝矩的女儿。杨坚出任丞相时，于大象二年十二月壬申（581年1月11日）任命小冢宰元孝矩为大司寇、柱国，赐爵洵阳郡公。当时杨勇镇守洛阳，等到杨坚接受禅让，杨勇被册立为皇太子，命令元孝矩出任上柱国、洛豫十七州诸军事、洛州刺史、左翊卫将军，代替杨勇镇守洛阳，接着又册立元孝矩的女儿为皇太子妃，元孝矩所受优待礼遇更加优厚。元孝矩很快担任寿州总管，隋文帝赐给他玺书说：“扬州越州之地纷扰不宁，侵犯边境，争夺小利发动战争，愚昧不识大体。因为您胸怀远大方略，所以现在镇守边疆，当以礼义感化愚顽，以称朕心。”当时南陈的将领任蛮奴等人屡次侵犯长江以北，隋朝朝廷又以元孝矩兼任行军总管，屯兵于长江之上。几年之后，元孝矩自认为年事已高，体力逐渐衰弱，不能承受军旅生活，上表请求辞官，因此转任泾州刺史，隋文帝下诏书说：“智守谦恭退让，请求回复清闲。朕恭应上天大命，实有赖重臣功勋，正欲举贤任能，托付州郡重事，怎么容许就请隐退，独做逍遥君子呢！如果因为边境事务烦乱，就当移节镇守泾郡，颐养天年卧榻而治。”元孝矩在泾州一年多，于任内去世，虚岁五十九，谥号简。儿子元无竭继承爵位。

## 家庭

### 兄弟姐妹
- 元则，北周大将军、大司徒、安昌郡公
- 元雅，隋朝领左右将军、集沁二州刺史、顺阳良公
- 元褒，隋朝柱国、齐郡太守、河间郡公
- 元氏，嫁北周使持节、太师、都督中外诸军事、柱国大将军、大冢宰、晋荡公宇文护

### 夫人
- 宇文氏，北周公主[8]

### 子女
- 元无竭，隋朝千牛、洵阳郡公，唐朝员外散骑侍郎、都水使者[9]
- 元氏，嫁隋朝太子杨勇

### 孙子女
- 元敏行，绵州司马[9]

## 延伸阅读
[在维基数据编辑]
 《隋書·卷50》，出自魏徵《隋书》